# 42585 Pheidippides
42585 Pheidippides este o planetă minoră (asteroid), cu un diametru de 3,076 km, din centura de asteroizi. A fost descoperită pe 30 martie 1997 la Colleverde⁠(d) de Vincenzo Silvano Casulli⁠(d). 
Obiectul prezintă o orbită caracterizată de o semiaxă mare de 2,686619124774 UAi, o excentricitate de 0,08, o înclinație de 12,3 ° în raport cu ecliptica.